# بندرگاه عشق
بندرگاه عشق فیلمی به کارگردانی  و نویسندگی گرجی عبادیا محصول سال ۱۳۴۶ است.

## بازیگران
- سیونا توخترمن
- چنگیز جلیلوند
- علی تابش
- یوسف باشی
- مندی دیویس
- یاکوو بن سیرا